# Westendorf, Augsburg
Westendorf là một đô thị ở huyện Augsburg bang Bayern nước Đức. Đô thị Westendorf, Augsburg có diện tích 6,32 km², dân số thời điểm ngày 31 tháng 12 năm 2006 là 1528 người.